# 今橋 (倉敷市)
今橋（いまばし）は、倉敷美観地区にある倉敷川に架かる橋。

## 概要
江戸時代後期の宝永7年（1710年）の『屋敷割絵図』では、「今橋」として木の橋が描かれているが、文久3年（1863年）の『倉敷村本田小割絵図』では石橋になっている。弘化年間に板屋和栗仁左衛門が石造りに改めたと伝わる。
大正15年（1926年）、皇太子裕仁親王の来町に際して大原孫三郎の資金援助の下、装飾の豊かな橋に架け替えられた。橋の外観は花崗岩で、一見石橋に見えるが内部は鉄筋コンクリート構造になっている。親柱の上部には皇室を象徴する菊紋の彫刻が施され、橋銘は大原が揮毫した。欄干の模様は児島虎次郎の原画を児島矩一が彫った。欄干は20面に区切られ、各々の面に内側は線彫りで、外側は浮彫で龍の図が彫られている。

### 旧今橋
架け替えられる前の旧今橋は当時の倉敷町内高砂町に移されて「高砂橋」となった。昭和42年に再度倉敷川に戻され、白壁通りが倉敷川と交差する前神橋に平行した歩道橋として使われている。

## 所在地
- 倉敷市中央一丁目 大原美術館前
  - 倉敷駅から徒歩12分

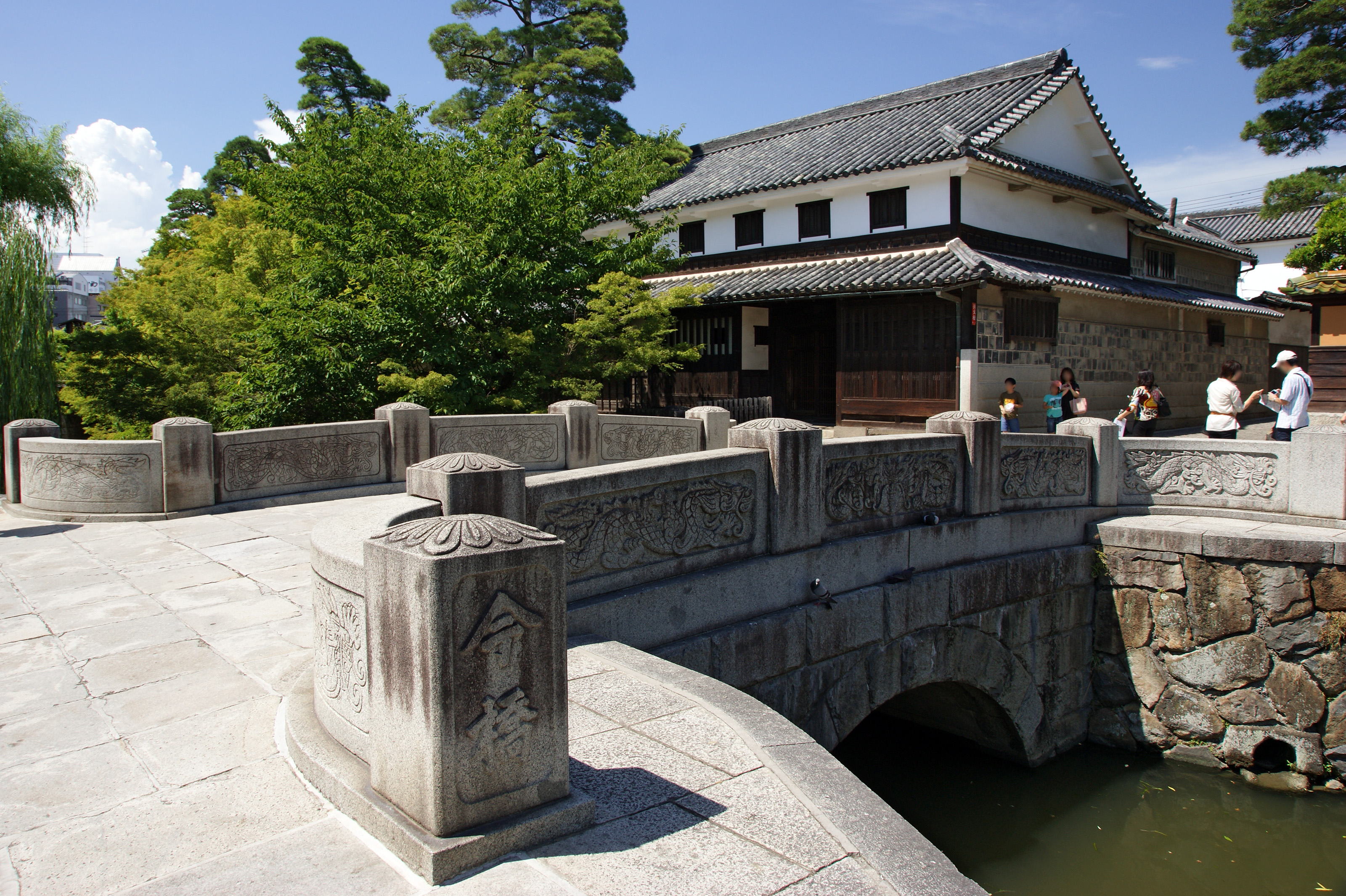
今橋と大原邸
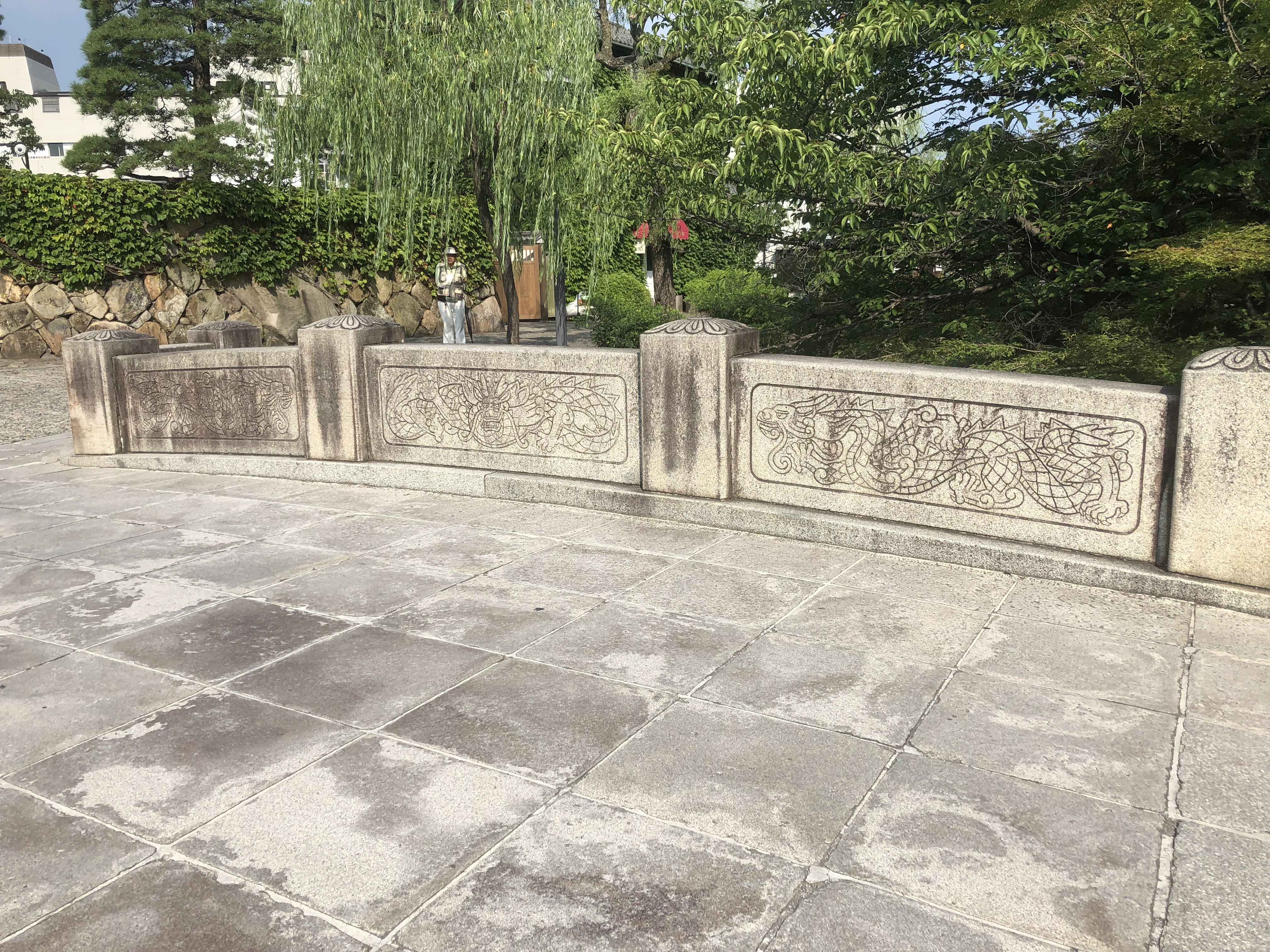
欄干に彫られた龍は5本爪
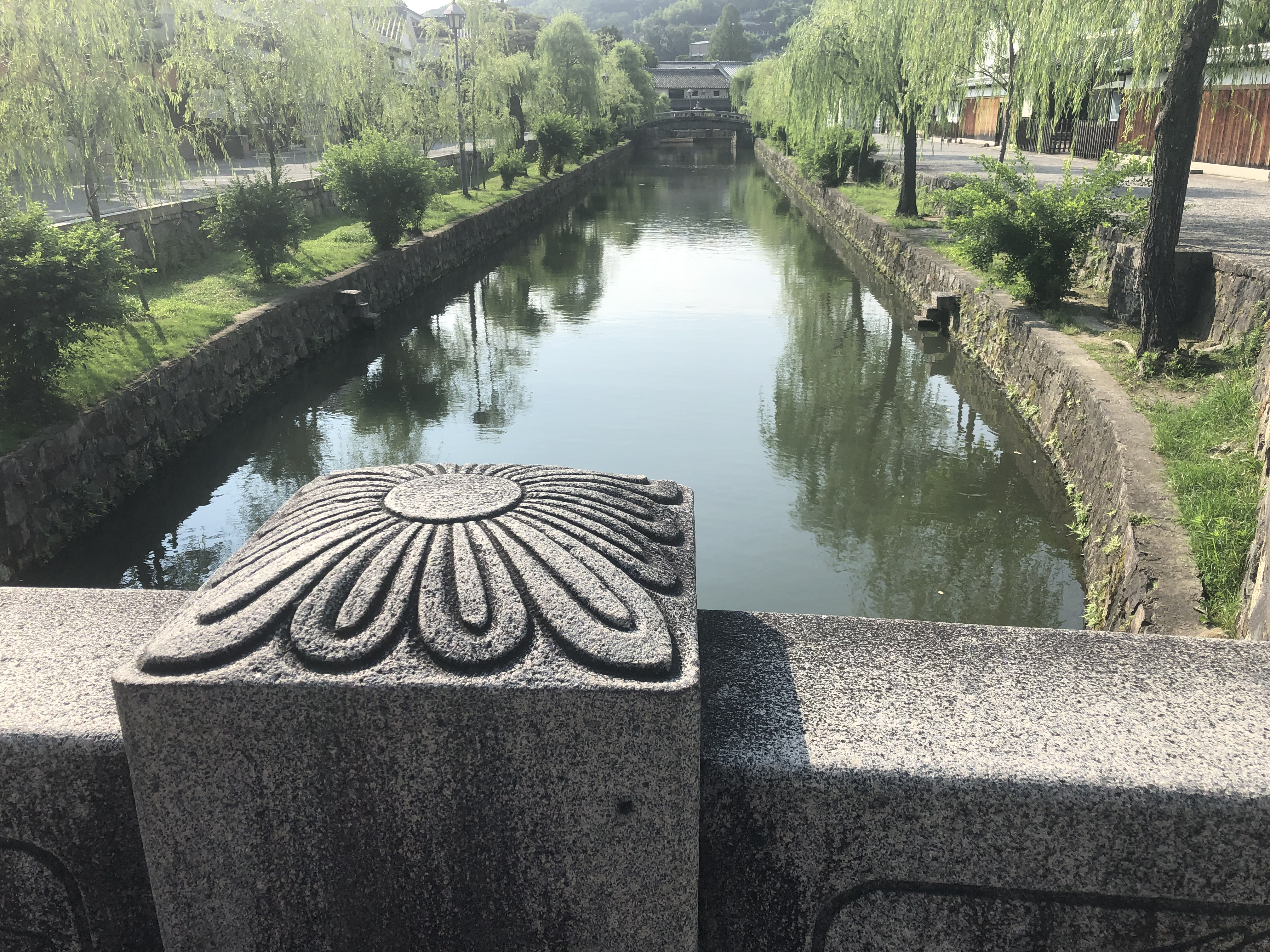
今橋からの倉敷川の眺め
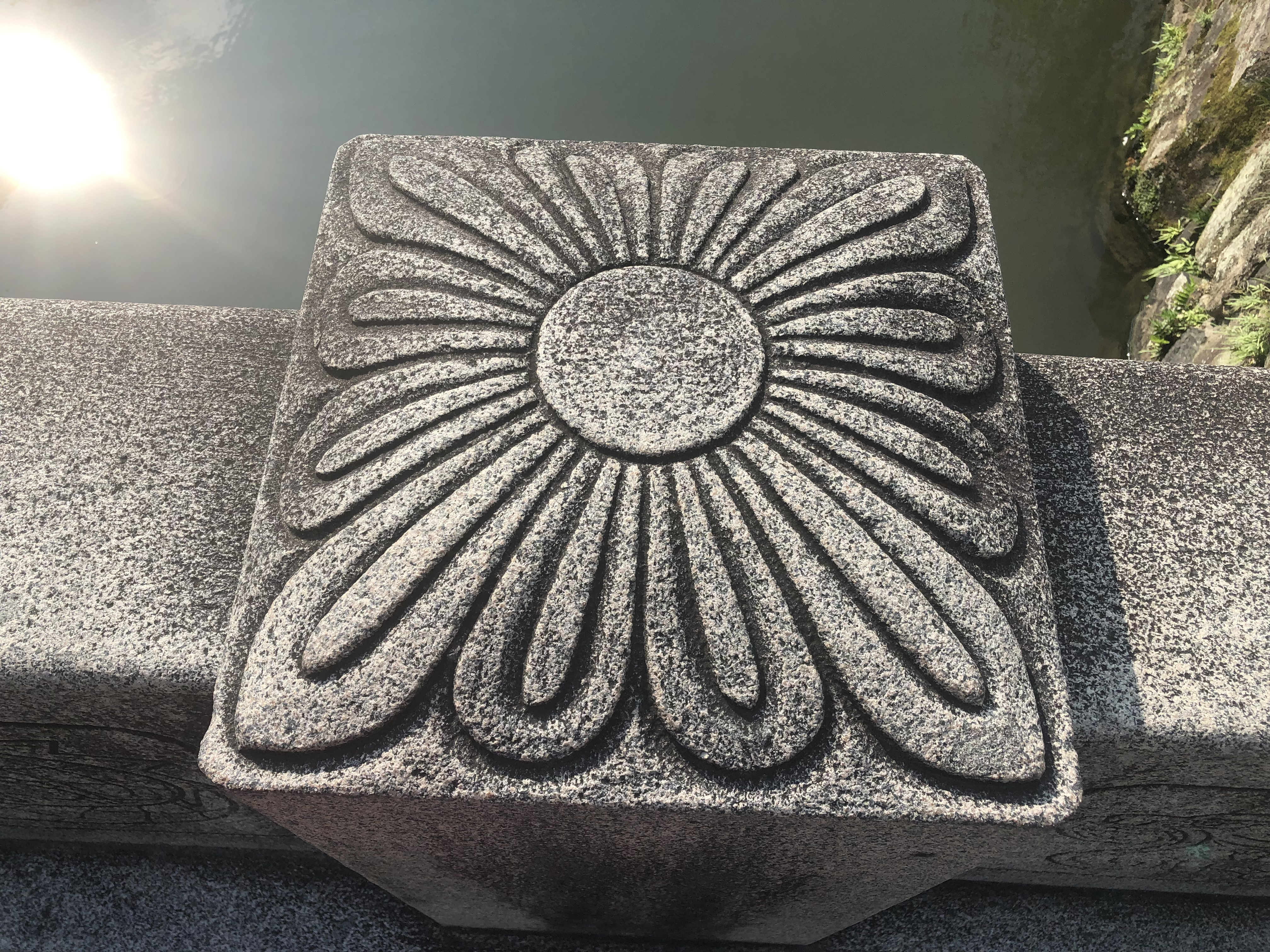
欄干の柱に施された菊紋
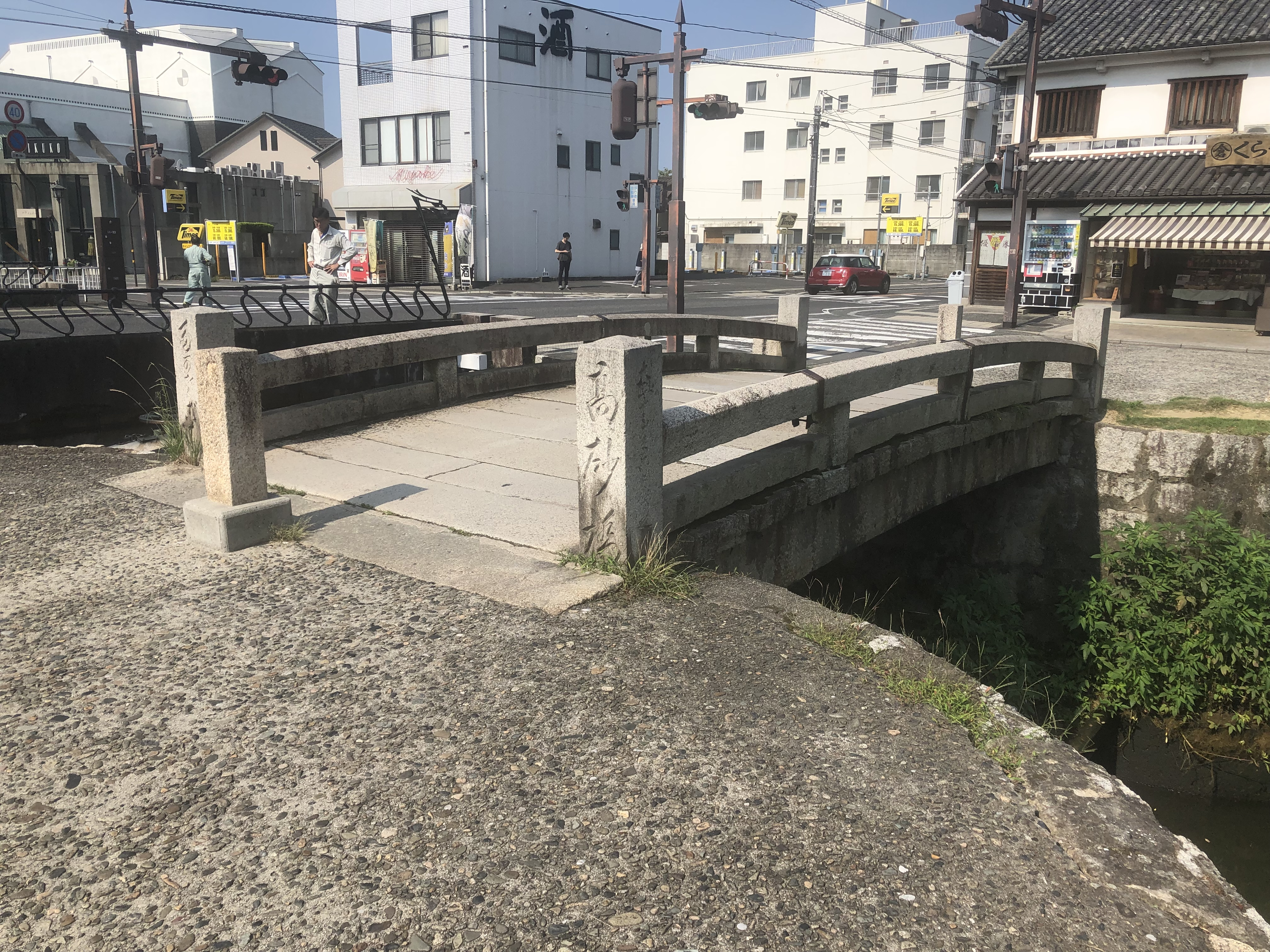
旧今橋、「高砂橋」の名が読み取れる。